# Donjon d'Amay
Le Donjon d'Amay, dit Tour romane, tour des avoués ou tour des Waroux, est un bâtiment administratif et militaire de l'avouerie d'Amay, construit au XIIe siècle. Il relève du Patrimoine majeur de Wallonie.

## Description
La tour est construite sur plan carré, en moellons de grès houiller, autrefois enduits ou badigeonnés. Les pierres d'angle et les encadrement d'ouvertures sont en calcaire mosan taillé plus finement.
La tour mesure 15,60 mètres de haut sous toiture pour 117 m2 utiles. Chacun des 3 niveaux ne comportait qu'une seule pièce (cloisonnée à certaines époques). À la base de la tour, au niveau sol, se trouvait une cave qui comprenait un puits. Cette cave n'était accessible que depuis une trappe au premier étage ; elle n'avait donc aucun accès direct vers l'extérieur pour éviter les intrusions. Jadis entourée de douves, on  accédait au premier étage de la tour par un pont-levis. Un escalier intrapariétal assurait la communication aux étages.
Dans une embrasure du premier étage on voit encore quelques graffiti : un voilier glissant sur le fleuve, un édifice religieux à trois tours…

## Histoire
La tour fut construite sur instruction du prince-évêque Henri II de Leez, désireux de consolider son territoire et de faire face à une éventuelle agression du comté de Namur.
La tour était en fait le bâtiment de fonction de l'avouerie d'Amay, fief de Grand-Modave qui relevait de la cour féodale de Huy. L'avouerie avait pratiquement disparu au Moyen Âge mais subsista à Amay. La fonction, héréditaire, fut occupée à Amay par des représentants des familles Waroux, Ciplet, Hosden et, de 1473 à 1789, par la famille Périlleux de Rochelée. Les droits et les devoirs des avoués d'Amay étaient définis entre autres dans deux chartes datées de 1411 et 1414.
Représentation du pouvoir, la tour manquait sans doute de confort pour être habitée par un notable. Ainsi, l'avoué posséda bientôt une maison plus au centre de la ville et la tour fut sans doute occupée par une petite garnison.